# Gabrielle Renaudot
Gabrielle Renaudot Flammarion (31 de mayo de 1877 - 31 de octubre de 1962) fue una astrónoma francesa y esposa del también compañero de profesión Camille Flammarion. Trabajó en el Observatorio de Juvisy-sur-Orge y fue secretaria general de la Société Astronomique de France. Publicó varios trabajos sobre la evolución de las características de la superficie del planeta Marte, sobre Gran Mancha Roja de Júpiter y también sobre observaciones que realizó a otros planetas, planetas menores y estrellas variables.
Tras su muerte, en 1973 la Unión Astronómica Internacional aprobó poner su apellido a un cráter del planeta Marte, conocido como Renaudot.

## Biografía
Julia-Gabrielle fue la hija de Maria Latini (pintora de origen romano, modelo para la Salomé de Henri Regnault) y del escultor Jules Renaudot. Titular de un diploma universitario, adherente de la Société astronomique de France desde 1902, colaboró en su boletín a partir de 1910. 
Perteneció a la asociación de periodistas de París.
En 1914 se alistó voluntariamente en el ejército como enfermera.  
Recibió la medalla de honor de la epidemias atribuida a las personas que se han destacado en un periodo de epidemia por:  
- exponerse al peligro de contaminación, dispensando cuidados a personas enfermas con infecciones contagiosas; 
- preservar, mediante una intervención personal digna de ser señalada, un territorio, una localidad de la invasión de una enfermedad epidémica; 
- contribuir a difundir la práctica de la desinfección o participando a las operaciones de desinfección en el transcurso de una epidemia.
Se casó en 1919 con Camille Flammarion, con quien trabajaba en el observatorio de Juvisy-sur-Orge. En 1925 enviudó y asumió el doble rol de Secretaría General de la Société astronomique de France y de Redactora Jefe de L'Astronomie.
Publicó sus trabajos de investigación sobre las variaciones de la superficie de Marte, sobre la gran mancha roja de Júpiter y sus observaciones de otros planetas, de planetas menores y de estrellas variables y artículos de vulgarización científica en L'Illustration, La Nature, La Revue scientifique, La Revue générale des Sciences y Les Dernières Nouvelles de Strasbourg.
Murió el 28 de octubre de 1962 de una larga enfermedad.  Está inhumada en el parque del observatorio de Juvisy.
Algunos años después de su muerte, en 1973, la Unión Astronómica Internacional nombró un cráter de impacto de Marte en su memoria.
El asteroide 355 Gabriella, se llama así en su honor.